# Куско
Куско (шп. Cusco, кечуа Qusqu или Qosqo) је главни град истоименог региона у централном Перуу. Град се налази на планинама Анда на 3416 m надморске висине, и има око 359.000 становника. Куско је седиште надбискупије и има универзитет. Ово је полазна тачка за посету изгубљеном граду Инка Мачу Пикчуу.

## Знаменитости
Град је био престоница царства Инка и обилује споменицима из времена Инка и касније шпанске колонизације у граду и околини. Уз то, фантастичан крајолик усред високих планина привлачи хиљаде туриста.
Оригинални град Инка, вероватно основан у 11. веку, опљачкао је Франциско Пизаро 1535. Постоје још увек остаци Храма сунца (Кориканча) и Храма сунчевих девица. Они се налазе у данашњој цркви Санто Доминго.
Земљотрес који се догодио 1950. уништио је многе цркве и куће (90% града). Зидови из времена Инка су добро поднели земљотрес, за разлику од каснијих шпанских грађевина. Остаци из доба Инка и колонијални центар града су 1983. проглашени Светским наслеђем под заштитом УНЕСКО-а.

## Култура и спорт
У граду се организују прославе верских празника, карневал, музички фестивал („фестивал пива“) и друге манифестације. 
Најпознатији спортски тим је локални фудбалски клуб „Сијенсијано“ (Cienciano del Cusco), који је 2004. освојио Куп Јужне Америке.

## Партнерски градови
- Ла Паз
- Самарканд
- Атина
- Мексико Сити
- Витлејем
- Сијан
- Рио де Жанеиро, Краков, Шартр, Baguio, Copán, Cuenca, Хавана, Јерусалим, Кјото, Москва, Џерзи Сити, Potosí, Санта Барбара

## Галерија
- Поглед на Куско
- Црква Исусоваца ноћу
- Инка зид у близини Куска
- Трогодишња девојчица Јоланда у традиционалној одећи

## Становништво
| Година       |
| Становништво |
| ------------ |